# Vabre-Tizac
Vabre-Tizac é uma ex-comuna francesa na região administrativa de Occitânia, no departamento de Aveyron. Estendeu-se por uma área de 22,67 km². Em 2010 a comuna tinha 436 habitantes (densidade: 19,2 hab./km²).
Em 1 de janeiro de 2016 foi fundida com as comunas de La Bastide-l'Évêque e Saint-Salvadou para a criação da nova comuna de Le Bas-Ségala.